# Représentations diplomatiques aux Pays-Bas

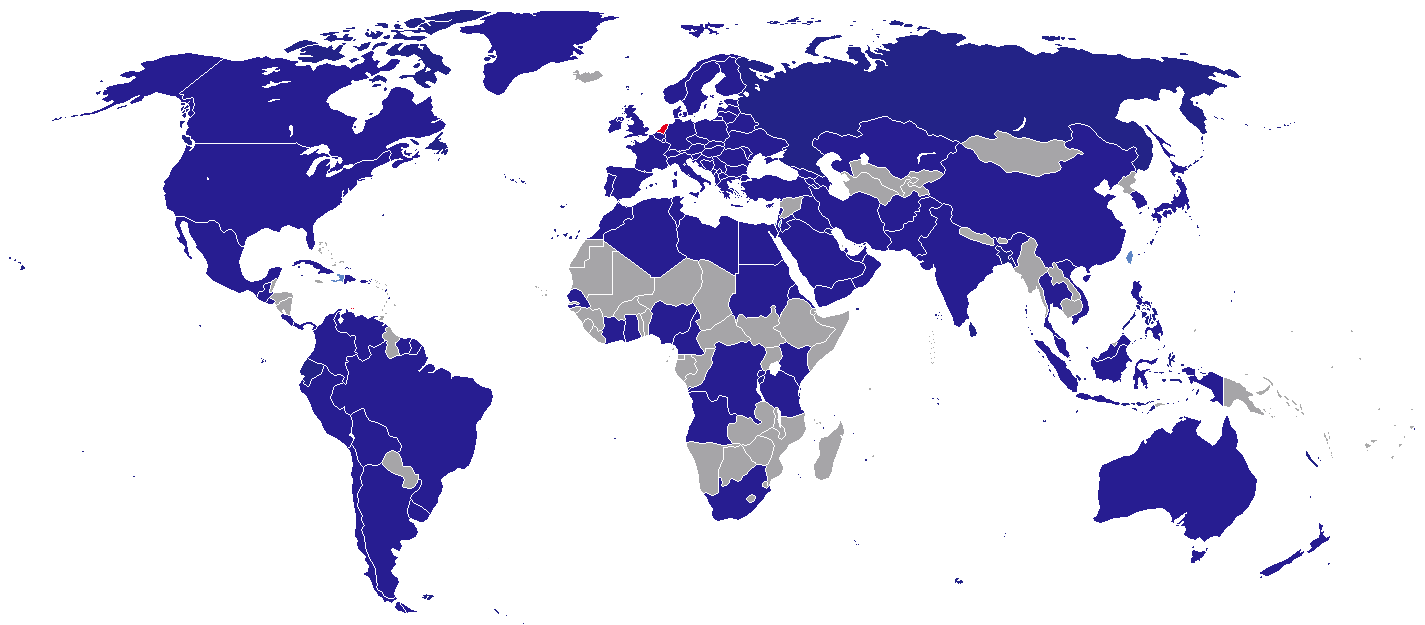
Carte des représentations diplomatiques implantées aux Pays-Bas

Cette page contient une liste des représentations diplomatiques aux Pays-Bas. Il y a actuellement 111 ambassades à La Haye; de nombreux pays ont des consulats dans d'autres villes néerlandaises, notamment Amsterdam et Rotterdam. Les consulats honoraires ne figurent pas sur la liste.

## Ambassades à La Haye

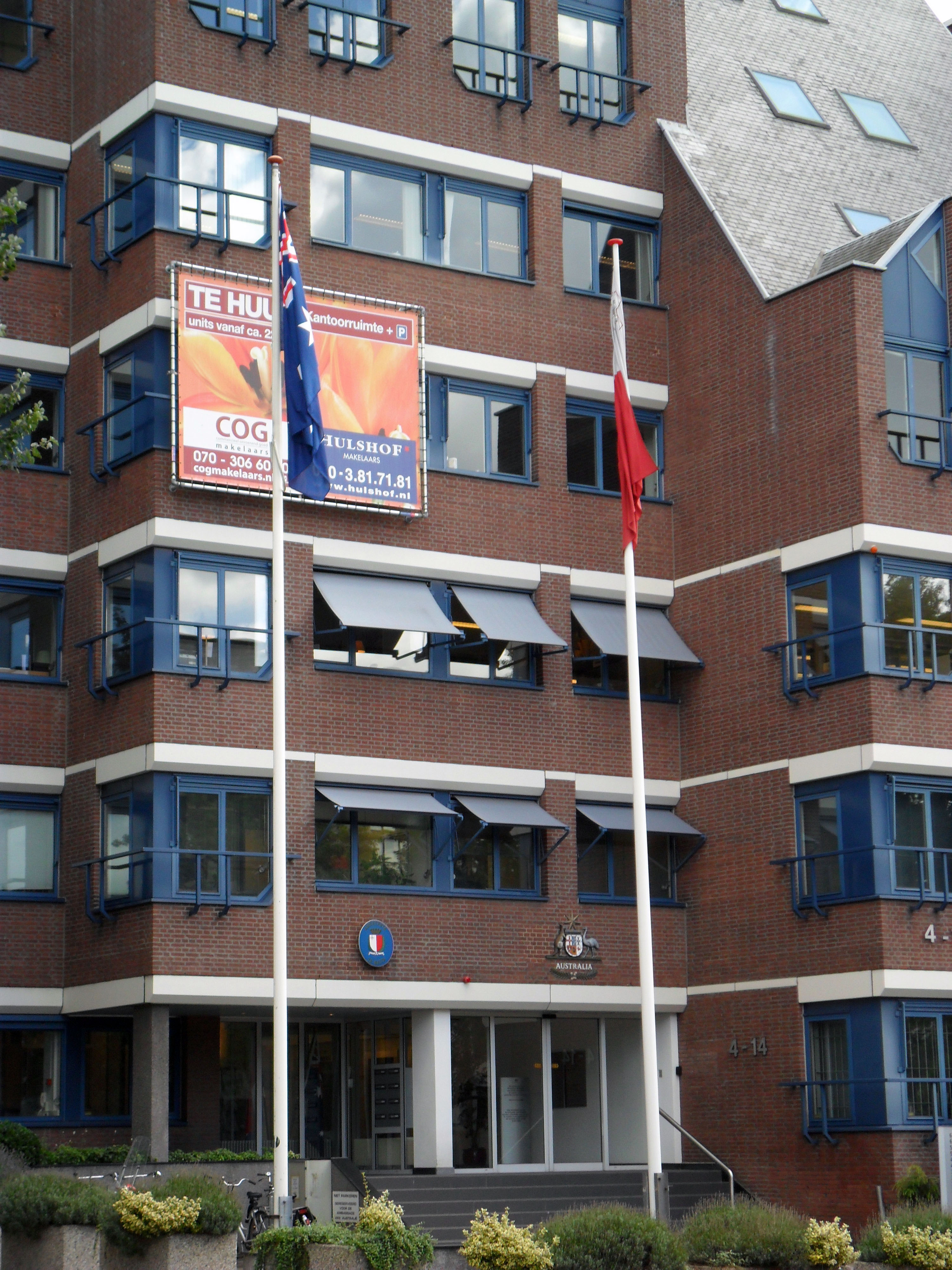
Ambassades d'Australie et de Malte à La Haye

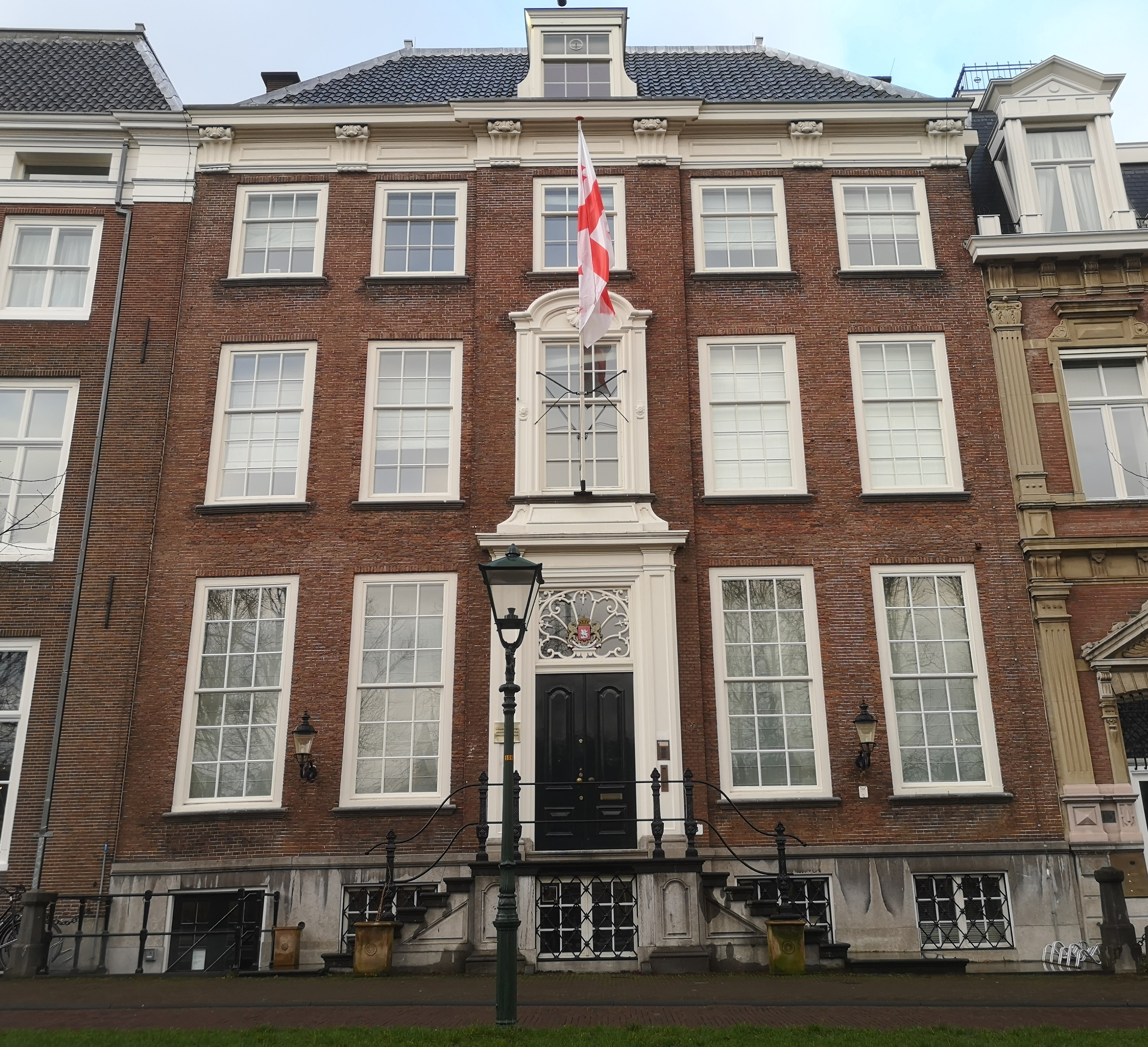
Ambassade de Géorgie à La Haye

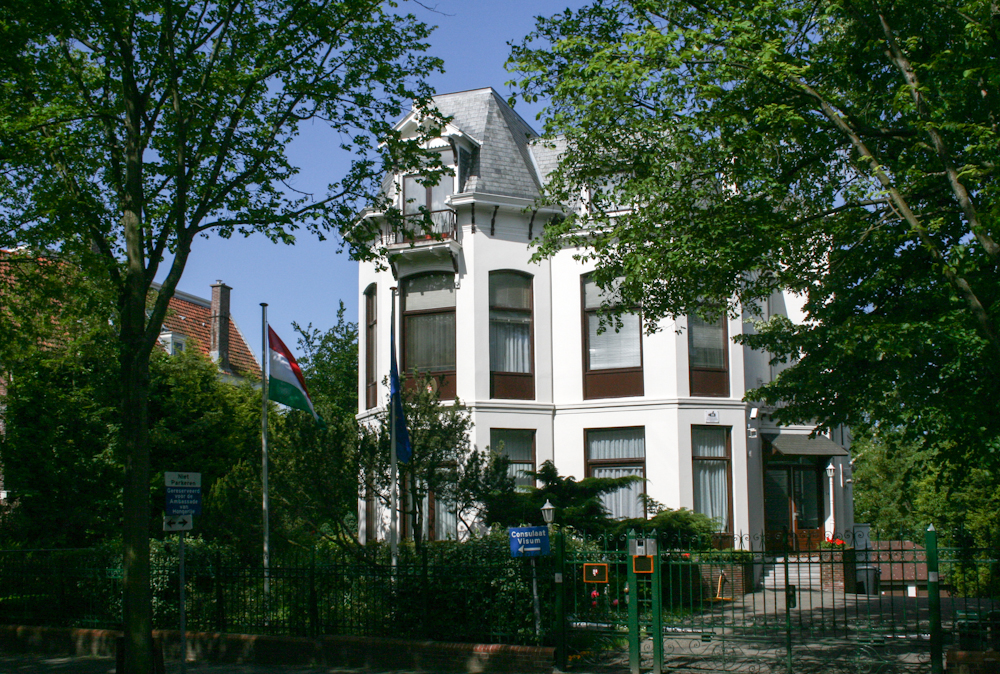
Ambassade de Hongrie à La Haye

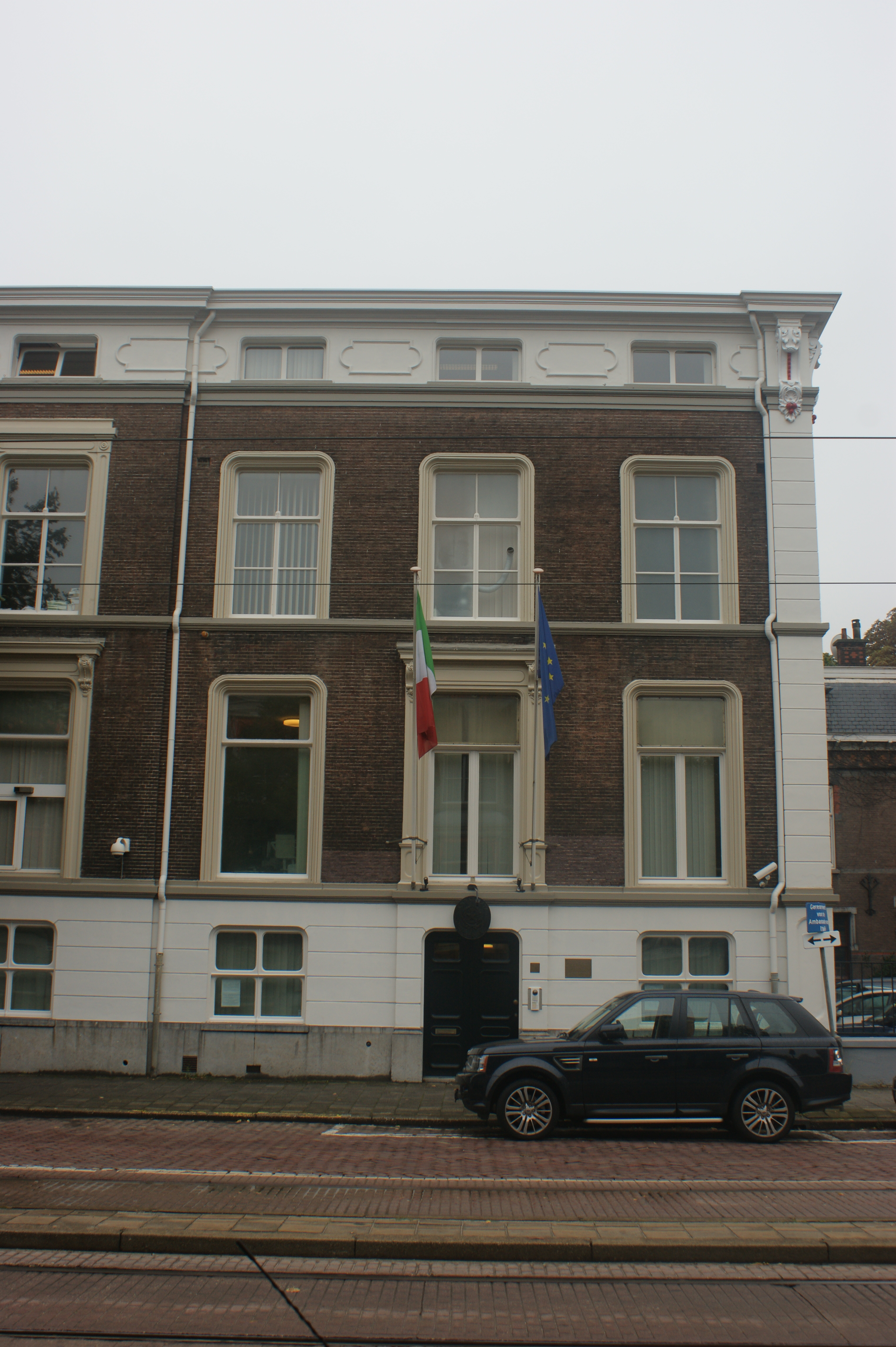
Ambassade d'Italie à La Haye

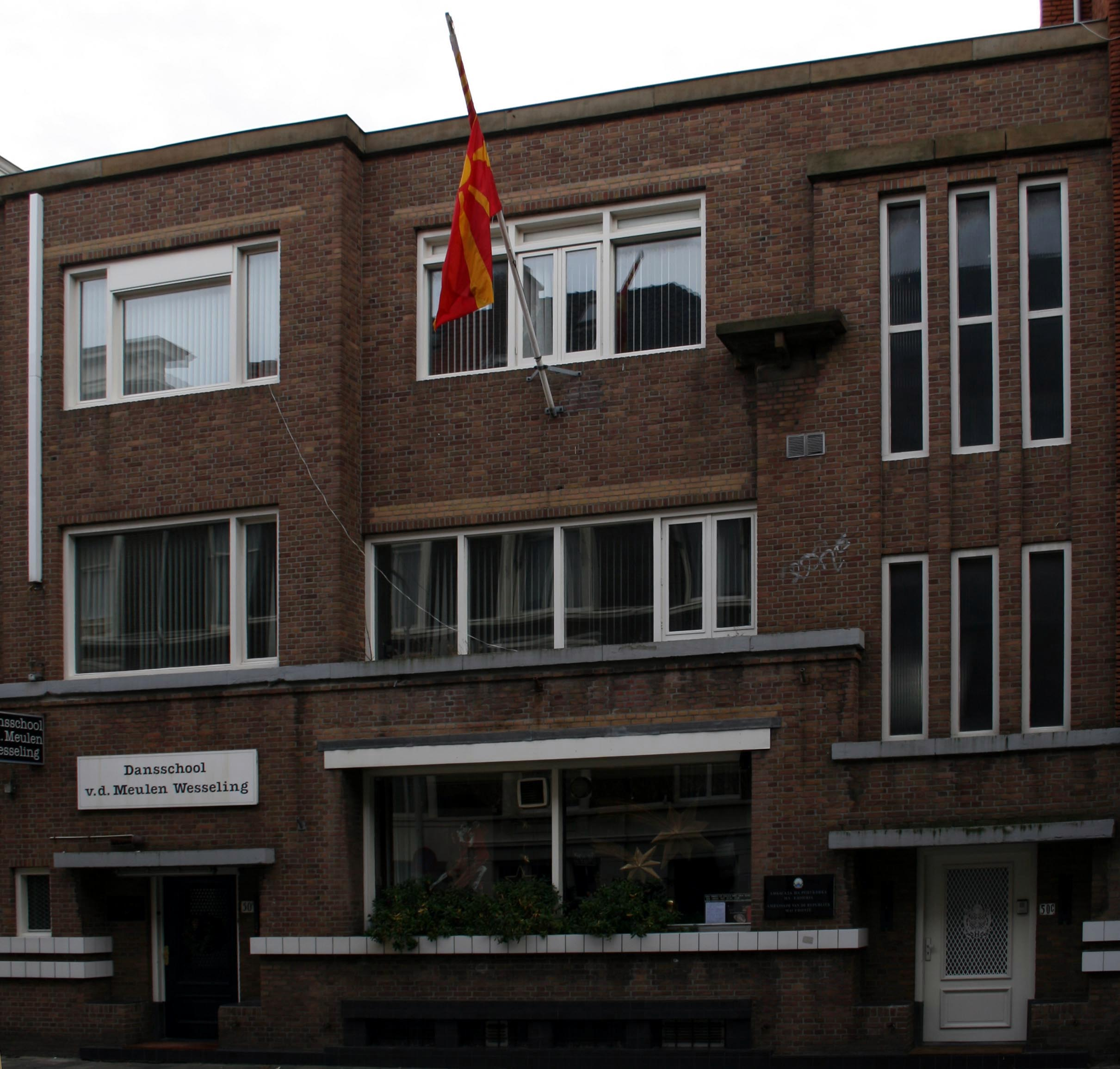
Ambassade de Macédoine du Nord à La Haye

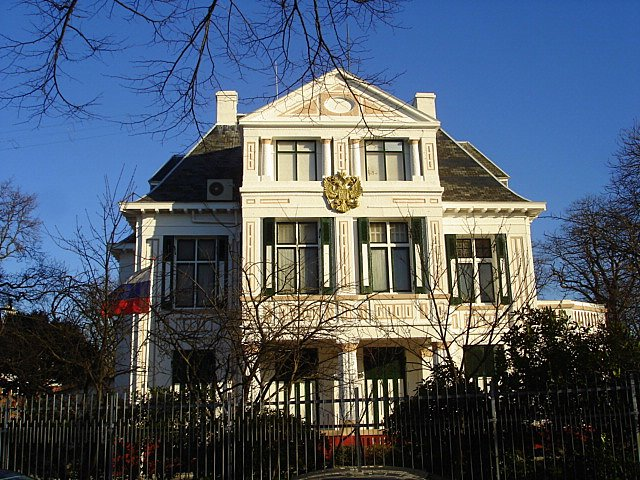
Ambassade de Russie à La Haye

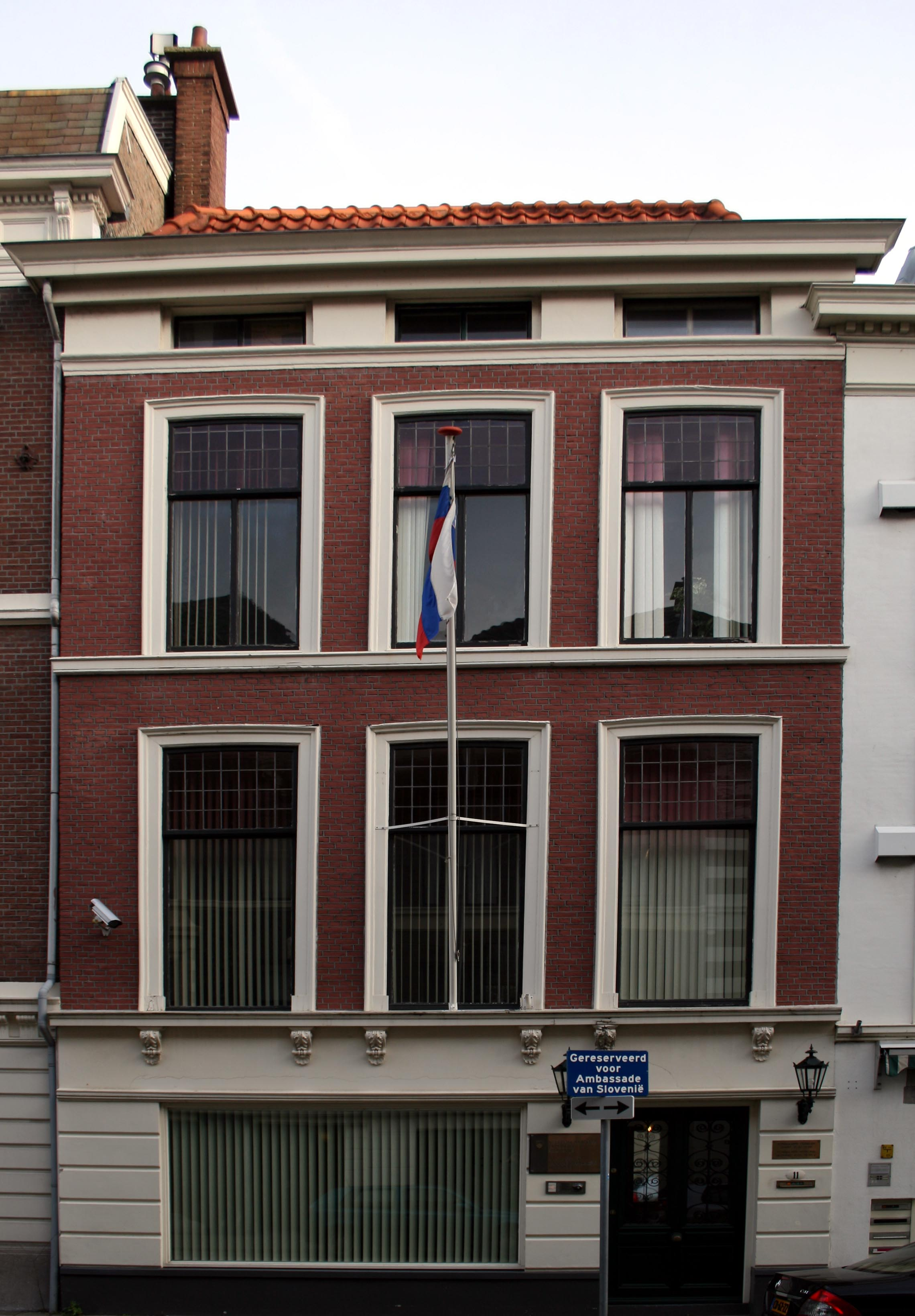
Ambassade de Slovénie à La Haye

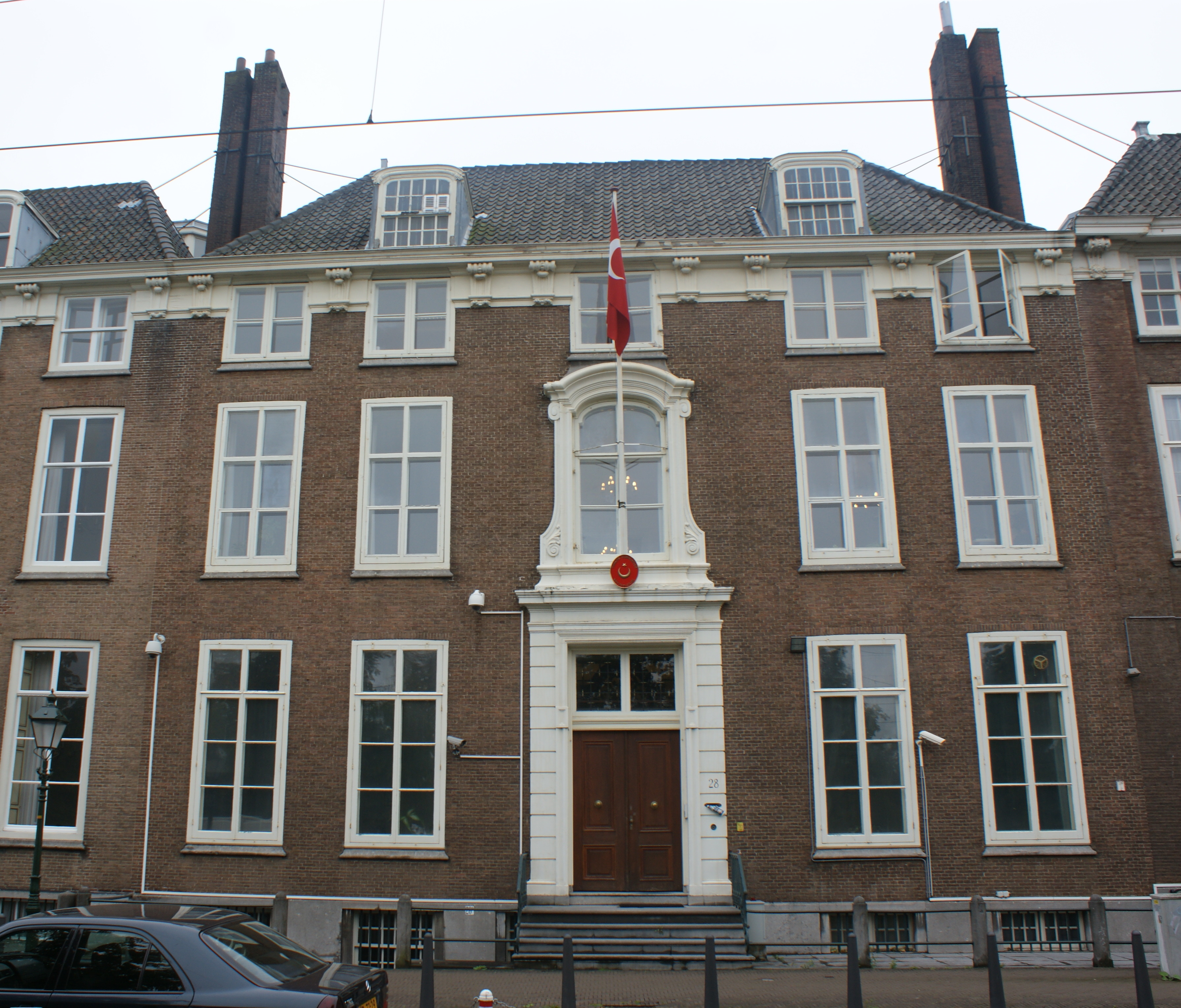
Ambassade de Turquie à La Haye

| - Afghanistan - Afrique du Sud - Albanie - Algérie - Allemagne - Angola - Arabie saoudite - Argentine - Arménie - Australie - Autriche - Azerbaïdjan - Bangladesh - Belgique - Biélorussie - Bolivie - Bosnie-Herzégovine - Brésil - Bulgarie - Burundi - Cameroun - Canada - Chili - Chine - Chypre - Colombie - Corée du Sud - Costa Rica - Côte d'Ivoire - Croatie - Cuba - Danemark - Égypte - Émirats arabes unis - Équateur - Érythrée - Espagne | - Estonie - États-Unis - Éthiopie - Finlande - France - Géorgie - Ghana - Grèce - Guatemala - Hongrie - Inde - Indonésie - Irak - Iran - Irlande - Israël - Italie - Japon - Jordanie - Kazakhstan - Kenya - Kosovo - Koweït - Lettonie - Liban - Libye - Lituanie - Luxembourg - Macédoine du Nord - Malaisie - Malte - Maroc - Mexique - Moldavie - Nigeria - Norvège | - Nouvelle-Zélande - Oman - Pakistan - Panama - Pérou - Philippines - Pologne - Portugal - Qatar - République démocratique du Congo - République dominicaine - République tchèque - Roumanie - Royaume-Uni - Russie - Rwanda - Salvador - Sénégal - Serbie - Slovaquie - Slovénie - Soudan - Sri Lanka - Suède - Suisse - Suriname - Tanzanie - Thaïlande - Tunisie - Turquie - Ukraine - Uruguay - Vatican - Venezuela - Viêt Nam - Yémen |

## D'autres postes à La Haye
- Palestine
- République de Chine (Taïwan) (Bureau de représentation de Taipei aux Pays-Bas)

## Consulats

### Consulats généraux àAmsterdam
- Allemagne
- Chili
- Colombie
- Espagne
- États-Unis
- France
- Maroc
- République dominicaine
- Royaume-Uni
- Suriname
- Turquie

### Consulat général àDeventer
- Turquie

### Consulats généraux àOranjestad,Aruba
- Colombie
- Haïti
- Venezuela

### Consulat général àPhilipsburg,Saint Martin
- République dominicaine

### Consulats généraux àRotterdam
- Angola
- Brésil
- Cuba
- Grèce
- Maroc
- Norvège
- Panama
- Turquie

### Consulat général àBois-le-Duc
- Maroc

### Consulat général àUtrecht
- Maroc

### Consulats généraux àWillemstad,Curaçao
- Chine
- Colombie
- États-Unis
- Haïti
- Suriname
- République dominicaine
- Royaume-Uni
- Venezuela

## Ambassades accréditées
Résident à Bruxelles :
| - Andorre - Bahreïn (Londres) - Barbade - Belize - Bénin - Birmanie - Bhoutan - Botswana - Brunei - Burkina Faso - Cambodge - Corée du Nord (Berne) - Djibouti - Dominique (Londres) - Eswatini - Fidji - Gabon - Gambie - Guinée - Guinée-Bissau - Guinée équatoriale - Guyana - Haïti - Honduras - Islande - Jamaïque - Kirghizistan - Laos - Lesotho | - Liberia - Madagascar - Malawi - Maldives - Mali - Maurice - Mauritanie - Mongolie - Namibie - Népal - Papouasie-Nouvelle-Guinée - Paraguay - République centrafricaine - République du Congo - Saint-Marin - Îles Salomon - Samoa - Sénégal - Seychelles - Sierra Leone - Singapour - Soudan du Sud - Tchad - Togo - Tonga (Londres) - Trinité-et-Tobago - Ouganda - Zambie - Zimbabwe |

## Anciennes ambassades
- Honduras